# Josef Dobeš
Josef Dobeš, né le 28 février 1964 à Boskovice, est un homme politique tchèque.

## Biographie

### Formation et carrière
Après avoir étudié, pendant près de trois ans et demi, la théologie à l'université Charles de Prague, il accomplit un cursus de psychologie à l'université Masaryk et devient alors psychologue. Il travaille auprès de prisonniers et d'enfants en danger, puis se lance dans les affaires et fonde une société d'emballage et de stockage. Pendant un temps, il travaille chez ABL, la société de sécurité privée de Vít Bárta.

### Engagement politique
Il rejoint le parti des Affaires publiques (VV) dès 2002, étant élu quatre ans plus tard au conseil du premier arrondissement de Prague. Aux élections législatives des 28 et 29 mai 2010, il entre à la Chambre des députés, puis il est nommé, le 13 juillet suivant, ministre de l'Éducation, de la Jeunesse et des Sports du gouvernement de Petr Nečas.
Très controversé, il finit par annoncer sa démission le 22 mars 2012, officiellement à cause de la politique de rigueur budgétaire mise en place par le gouvernement et qui affecte le ministère de l'Éducation. Sa démission est officielle neuf jours plus tard. Il quitte alors le parti VV mais continuer de siéger à la Chambre.